# Raionul Starîi Sambir, Liov
Starîi Sambir (în ucraineană Старосамбірський район, transliterat: Starosambirskîi raion) este un raion în regiunea Liov, Ucraina. Reședința sa este orașul Starîi Sambir.

## Demografie
Componența lingvistică a raionului Starîi Sambir
     Ucraineană (98,76%)
     Alte limbi (0,4%)
Conform recensământului din 2001, majoritatea populației raionului Starîi Sambir era vorbitoare de ucraineană (98,76%), existând în minoritate și vorbitori de alte limbi.